# Dél-Dunántúli Gépipari Klaszter
A Dél-Dunántúli Gépipari Klaszter (DDGK) a gépipar területén működő vállalkozások és szervezetek szövetsége. A klasztert 2011-ben alapították, azóta kialakult egy bizalomra épülő gazdasági közösség, amelynek alapja a gépiparhoz kapcsolódó tevékenység. A klaszter fő szolgáltatási területei a projekt és pályázat menedzsment, érdekképviselet biztosítása, marketing, szakképzésfejlesztés, benchmarking rendezvénysorozat szervezése és üzletfejlesztés. A DDGK tevékenységét nemzetközi szinten ESCA SILVER Label minősítéssel ismerték el, illetve a hazai Akkreditált Klaszter címet is magáénak tudhatja.

## Célok
A 17 alapító tagvállalat a DDGK-t elsősorban az erőforrások hatékonyabb kihasználása érdekében hozta létre. A klaszter céljai között szerepel az üzletfejlesztés, az innováció ösztönzése, valamint a képzésfejlesztés és az érdekképviselet.
- Az üzletfejlesztés területén a klaszter külső piaci együttműködéseket keres,[6] belső piacának erősítésére törekszik, valamint közös kapacitáskihasználást segít elő.
- A közös beszerzés projekt a KKV Trade Kft.-n keresztül zajlik (üzemanyag, papír-írószer, munkavédelmi termékek).
- Az innováció terén közösen fejlesztenek termékeket és szolgáltatásokat.
- A képzésfejlesztés[7][8] célja a közép és felsőfokú gépipari szakképzés fejlesztése, valamint a duális képzés ipari igényekhez való igazítása.
- Az érdekképviselet, területén a klaszter közös marketing-, networking- és lobbi tevékenységet folytat, szakmai együttműködéseket épít, valamint tapasztalat- és információcserét biztosít a tagvállalatok között. Emellett a klaszter közös hazai és nemzetközi megjelenést és képviseletet is vállal.[9][10]

## Szervezet
A dél-dunántúli régióban székhellyel vagy telephellyel rendelkező gépgyártási tevékenységet folytató vállalkozások válhatnak a klaszter tagjaivá, illetve oktatási intézmények számára is nyitott a lehetőség. A DDGK egy polgárjogi társaság, amelynek menedzsment szervezete az egyik tagja, a Pécs-Baranyai Kereskedelmi és Iparkamara tulajdonában álló jogi személyiséggel rendelkező Pécs-Baranyai Gazdaságfejlesztő és Szolgáltató Nonprofit Kft.. A klaszter menedzsmentet 2 fő látja el, a klaszter szakmai irányító szerve a 6 tagú DDGK Elnökség, döntéshozó szerve a DDGK Taggyűlés.
Jelenleg 42 gépiparban tevékenykedő gyártó cég, 1 tudásközpont és 1 kamara alkotja a tagságot. A régió legnagyobb klasztereként a DDGK tagvállalatai mintegy 200 milliárd forintos árbevételt és 6000 fős munkavállalói létszámot képviselnek.

## Működési terület
A klaszter tagjai bár a gépipar területén működnek, tevékenységük sokrétű és a lefedi a gépipar széles spektrumát, ezen belül speciális területeken dolgoznak. Egymáshoz viszonyítva különböző piaci résekben, szegmensekben vannak jelen, többnyire gyártási tevékenységekkel foglalkoznak. A termékeik között megtalálhatók: forgácsolással előállított járműipari alkatrészek; generátorházak; motorok; ventillátorok; mechanikus biztonságtechnikai eszközök; magas minőségű, környezetbarát öko kályhák, kandallók és tűzterek; daru elemek. Emellett részt vesznek egyedi hegesztett acélszerkezetek gyártásában és szerelésében, gépalkatrészek és épületlakatos termékek egyedi gyártásában. Gyártanak továbbá épületgépészeti csőrendszereket, sprinkler tűzoltó rendszereket és kazánokat, valamint műanyag alkatrészeket és termékeket többkomponensű fröccsöntéssel, és kis- és közepes feszültségű villamos készülékeket és berendezéseket gyártanak. A klaszter tevékenységi köre továbbá magában foglalja csomagológépek és keverőgépek tervezését és gyártását. A termékek előállításához használt fő technológiák a következők: forgácsolás (marás, köszörülés, fúrás, esztergálás), lemezmunkák (hajlítás, hengerítés, csőhajlítás), vágás/fűrészelés (gépi láng-, plazma-, lézer- és vízsugaras vágás), anyagegyesítés (hegesztés, forrasztás stb.), hőkezelés, felületkezelés, műanyag fröccsöntés, szerelés és részegységek összeszerelése
A DDGK tagjai számos más területen is aktívak, például baromfi és húsfeldolgozáshoz komplett feldolgozó technológia gyártása és telepítése, valamint kommunális gépjármű felépítmények és hidraulikus berendezések gyártása és szervizelése. A klaszter portfólióban megtalálható komplett technológiai gépészeti rendszerek telepítése, karbantartása és gyártása is, illetve fogazott alkatrészek, fogaskerekek tervezése és gyártása. Ezen felül a tagvállalatok vállalják ipari berendezésekhez szükséges készülékek tervezését és gyártását, valamint automatizálják ipari gyártástechnológiákat és létesítményeket.
A DDGK tagjai széleskörű szolgáltatásokat nyújtanak a gépipar területén, beleértve szabványos vagy rendelésre készült vágószerszámok tervezését és gyártását, illetve ivóvíz-, technológiai víz- és ipari hulladékvíz kezelő rendszerek tervezését, gyártását, telepítését, beüzemelését, karbantartását, távfelügyeletét, üzemeltetését, alkatrész és vegyi anyag ellátását. Szolgáltatásaik között szerepel festéstechnológiai berendezések tervezése, gyártása és telepítése. Ezen túlmenően a klasztertagság tevékenykedik galvanizáló, felületkezelő és szennyvízkezelő berendezések tervezésében, gyártásában és telepítésében. Különféle klíma- és szellőzés technikai rendszerek tervezése és kivitelezése is része a portfóliójuknak.

## A DDGK Tagvállalatai
A DDGK tagságába a következő cégek tartoznak 2024. április 3. szerinti adatok alapján:
- Aquacut Kft.
- Büttner Kft.
- CabTec Kft.
- CADSOL Kft.
- Dovi-Plast Kft.
- Ferrokov Kft.
- Forsz Kft.
- Fórum-Plussz Kft.
- Gépszer Kft.
- GLT-Delta Kft.
- Hidrofilt Kft.
- Hidrot Kft.
- Kaposbrezon Kft.
- Kaposvári Villamossági Gyár Kft.
- Kiss Épületgépész Kft.
- Klímatrióplussz Kft.
- Knipl Kft.
- KONTAKT-Elektro Kft.
- KONTAKT-Engineering Kft.
- Körber Hungária Gépgyártó Kft.
- Kresz&Fiedler Kft.
- Lakics Gépgyártó Kft.
- Loschán Kft.
- Matro Kft.
- Max Blank Hungária Kft.
- Metal-Work 2003 Kft.
- Mig-Tig Kft.
- Minorits Gépgyártó Kft.
- Net’96 Kft.
- Pécs-Baranyai Kereskedelmi és Iparkamara
- Pécsi Tudományegyetem Műszaki és Informatikai Kar
- Sampo Kft.
- Seres Gépipari és Ker. Kft.
- Solar FM Kft.
- SOMAPAK Kft.
- Som-Szer Kft.
- Spinner Hungária Kft.
- Spitzer Silo Pécs Kft.
- Stang Bádogos Kft.
- Strauss Metal Kft.
- Szabó Fogaskerékgyártó Kft.
- Thermo-Per-Coop Kft.
- Vmax-Tec Kft.
- Ziehl-Abegg Kft.